# Geisha
För andra betydelser, se Geisha (olika betydelser).

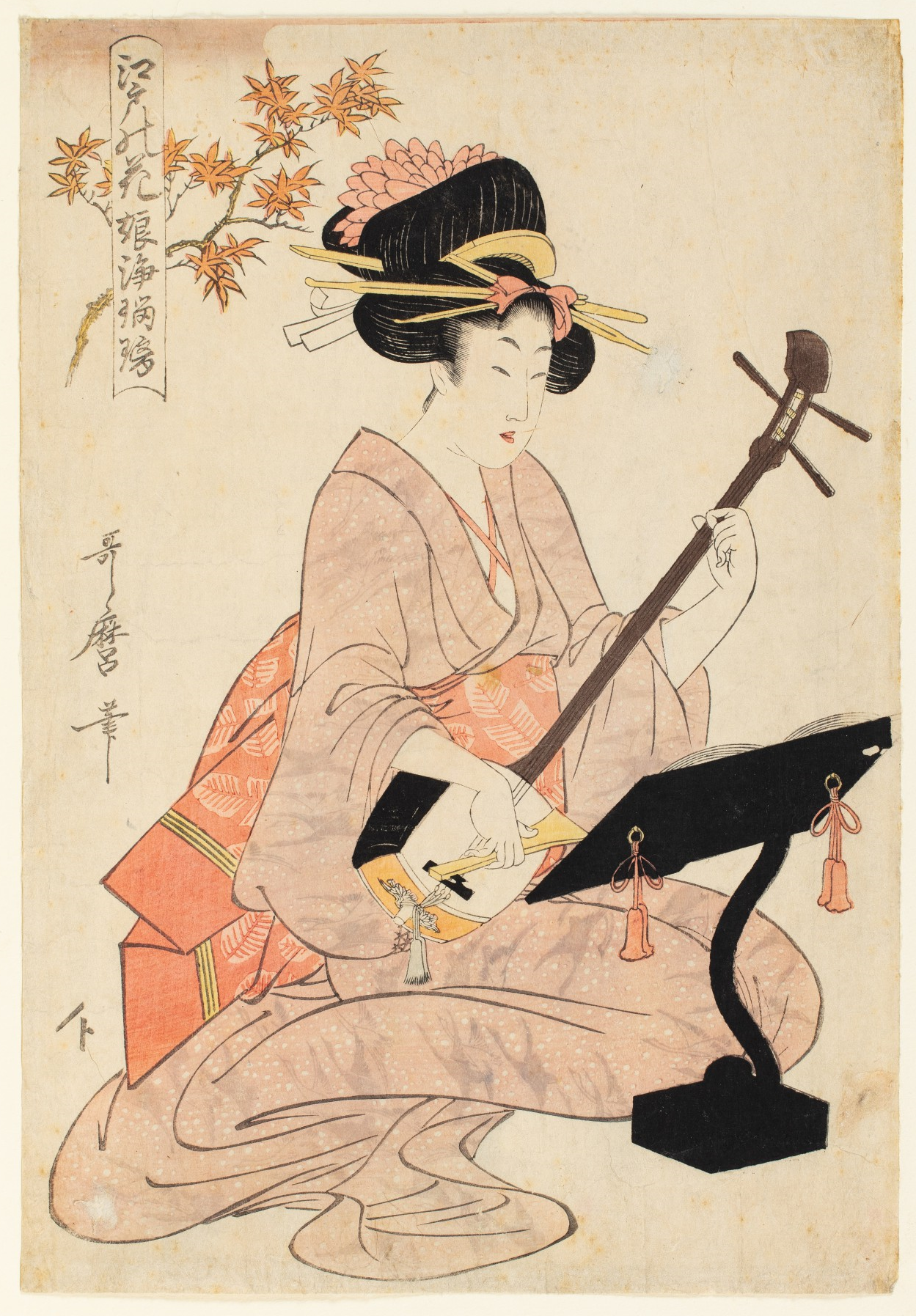
Geisha som sjunger och spelar på en samisen. Japanska träsnitt, från cirka 1803, av konstnären Kitagawa Utamaro.

Geisha (芸者) eller geigi (芸妓) är traditionella japanska underhållare. De är utbildade i olika japanska konstformer, som musik, dans och poesi. Den absoluta merparten av dagens geishor är kvinnor. En vanlig missuppfattning i västvärlden är att de är prostituerade, men det stämmer inte. Begreppet "geisha" härstammar från de två orden 芸 (gei) som betyder "konst" och 者 (sha) som betyder "person som gör" eller "att vara anställd inom". Direktöversättningen skulle alltså vara "person som gör konst", men idag fungerar även översättningen "artist". Geishor är välrespekterade och det är komplicerat att bli en geisha.
Ett annat begrepp som används för geishor är geiko (芸子) vilket först började användas i Kyoto. Geishatraditionen i Kyoto är fortfarande mycket stark och än idag kallas geishorna i Kyoto för geikos. För att få bli professionell geisha (geiko) i Kyoto krävs en fem år lång utbildning. Många av de flickor som vill bli geiko är i femtonårsåldern, då den obligatoriska skolgången i Japan slutar, men de kan också vara något äldre. Hon börjar som shikomi och får hjälpa till med tvätt och städning i okiyan, geishahuset, och börjar med lektioner i dans och att spela instrument. En kort period är hon sedan minarai och börjar bära vitsmink, kimono och han-dara obi, en kortare obi än darari-obin som bärs av maiko. Strax efter det blir hon geishalärling, så kallad "maiko" (舞妓) (ordet härstammar från de två japanska orden 舞 (mai) som betyder "dansa" och 妓 (ko) som betyder "barn"), och följer med de andra geiko och maiko som bor i okiyan när de arbetar, det vill säga går till ochayas, tehus och dansar och underhåller.
Den typiska bilden av geishan med vitsminkat ansikte och färggrann kimono föreställer en maiko. Fullvärdiga geishor bär enklare kimonos, de har även lägre skor, rött läppstift på båda läpparna och använder mindre rouge.
Det förekommer även geishor i andra städer, men de skiljer sig från geishorna i Kyoto. I Tokyo tar det från sex månader till ett år för att bli professionell geisha. Geishalärlingar i Tokyo kallas "han'gyoku" (半玉) "halvjuvel", eller "o-shaku" (御酌), "en som serverar (alkohol)". Geishor i Tokyo är vanligtvis äldre än i Kyoto.
Moderna geishor lever fortfarande i traditionella geishahus som kallas "okiya" i stadsdelar som kallas "hanamachi" (花街 "blomsterstäder"). Dock bosätter sig ofta äldre välrenommerade geishor i egna lägenheter eller hus. Den eleganta värld som geishorna tillhör kallas "karyūkai" (花柳界 "världen av blommor och pilträd"). Den berömda geishan Mineko Iwasaki sa att det beror på att "geisha är som en blomma, vacker på sitt eget vis, och likt ett pilträd, graciös, flexibel och stark."

## Historia

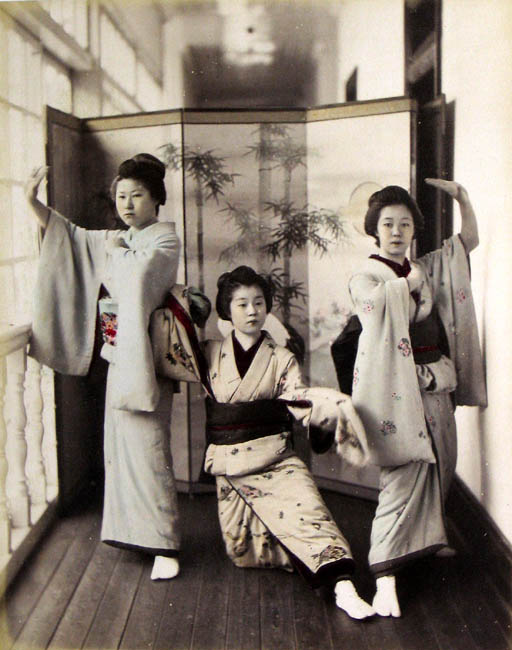
Tre maiko i kimono. Handkolorerat foto av Adolfo Farsari från cirka 1885.

Geishatraditionen är inte så gammal som många tror. Det fanns kvinnliga artister i Japan före geishorna, under Heianperioden (794-1185), men riktiga geishor är en mycket senare företeelse. 1589 godkände Toyotomi Hideyoshi byggandet av ett stadsdel i Kyoto, som var avskärmad med murar från resten av staden. Området kallades för Shimabara, och var tillägnat olika former av njutning och underhållning i form av japanska konstformer, barer och prostitution. Kurtisaner (som kallades oiran 花魁) arbetade som exklusiva prostituerade, vilka lockade till sig ett rikt klientel. Många artister arbetade också i dessa hus för att underhålla klientelet med sång, musik, dans och poesi. Länge var dessa artister enbart män och de kallade sig för "geisha", "hōkan" (gycklare) eller "taikomochi" (trumbärare, eftersom de spelade taiko, vilket är en sorts japansk trumma).
Som mycket annat inom japansk kultur, blev snart livet kring kurtisanerna mycket intrikat. Den man som ville umgås med en oiran var tvungen att följa etiketten och specifika ritualer, och bara de allra rikaste och mäktigaste hade denna möjlighet. Detta ledde till att tehus (ochaya) även började dyka upp utanför Shimabara där det fanns enklare prostituerade, så kallade "sancha-joro". Det fanns även andra kvinnor, så kallade "odoriko" (dansflickor), som dansade och spelade musik. Dessa kvinnor blev snart mycket populära och började då kalla sig för "geishor". Kring år 1700-talet hade dessa kvinnliga geishor blivit mycket mer populära än de manliga, och snart var nästan alla geishor kvinnor.
Snart skapades lagar som förbjöd geishor att arbeta som prostituerade och bara tillät dem att underhålla. En av dessa lagar konstituerade att geishor måste knyta sin obi (帯 "skärp") på ryggen, för att göra det svårare att öppna kimonon. Deras håruppsättningar, smink och kimono skulle också vara enklare än de hos oirans, eftersom geishans skönhet skulle uttryckas genom dess konst, inte deras kroppar. Geishor var snart mycket mer populära än oirans, och ungefär kring 1750 hade oirans försvunnit. Andra stadsdelar för geishor skapades i Kyoto och andra städer.
Under 1800-talet hade geishor en bättre social position än kvinnor i allmänhet men det var även ett utsatt yrke. Bland annat förekom det att fattiga familjer sålde sina döttrar till tehus i Hanamaci, och geishor var förbjudna att gifta sig. Vissa män betalade stora pengar för att ta nya flickors oskuld (mizuage). Men respekten för geishorna och deras ställning ökade igen under meijirestaurationen, och ännu mer efter Andra världskriget. Lagar skapades för att skydda geishorna. Unga flickor fick inte längre säljas till tehusen och försäljning av flickors oskuld blev olagligt. Efter detta har livet som geisha varit ett fritt val.

## Hanamachi

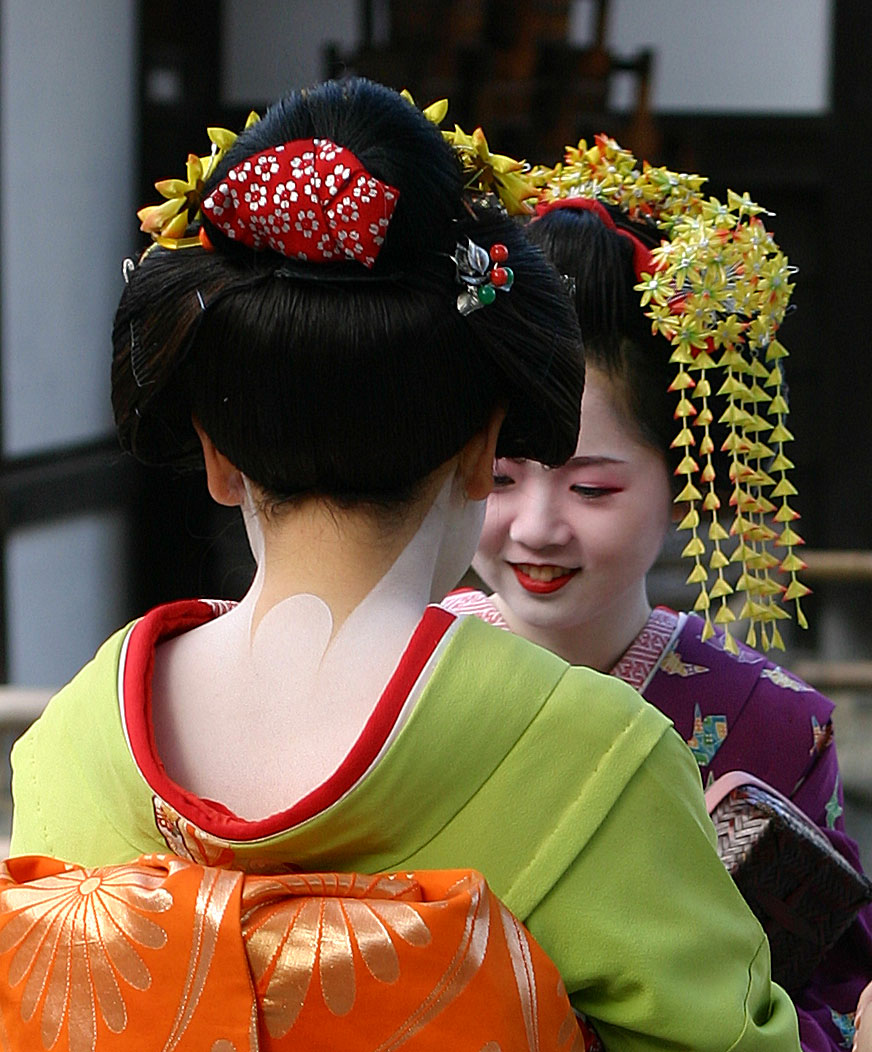
Nacken på en maiko. Nacken är en av de få kroppsdelar som japanska geishor inte täcker.

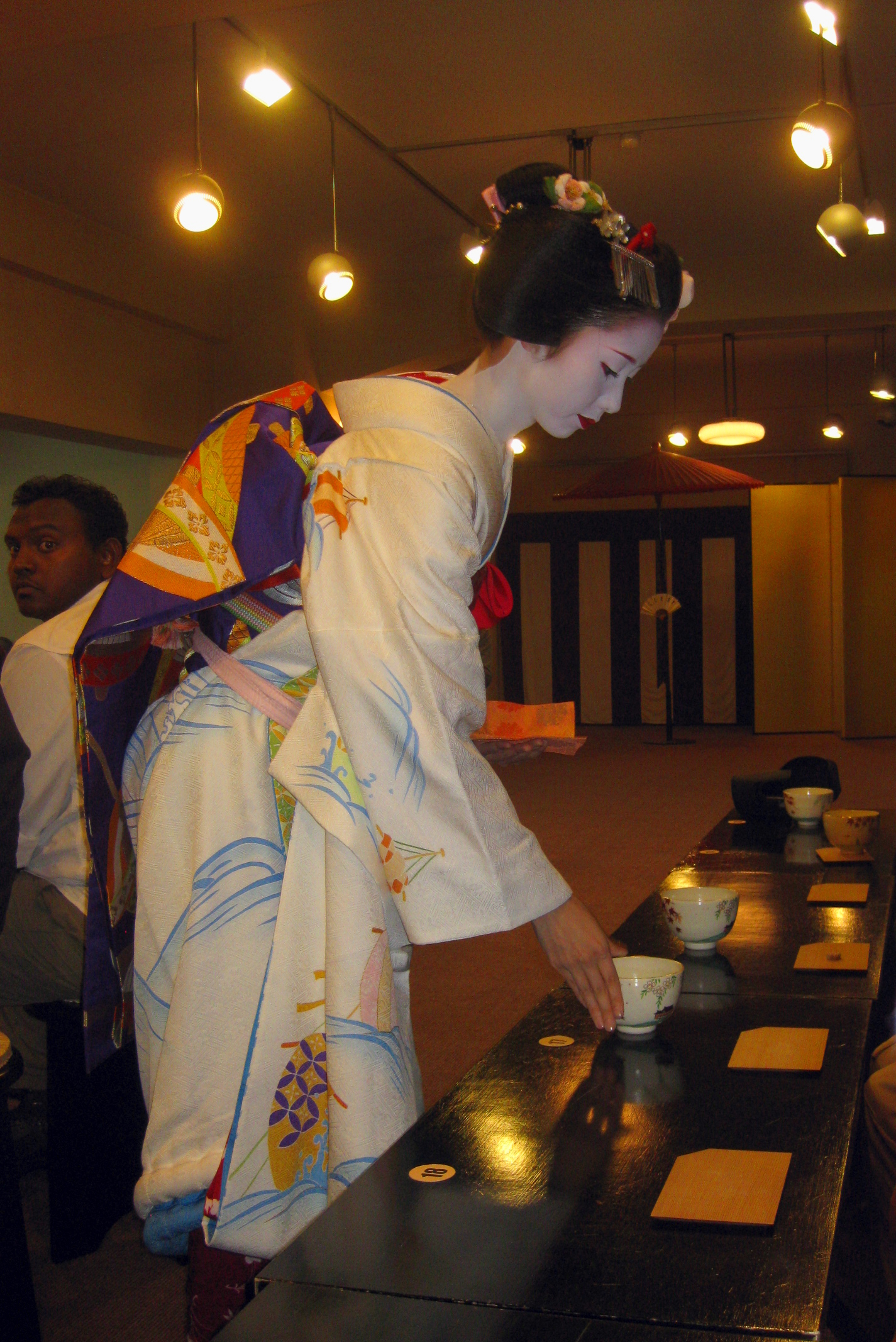
Maiko arrangerar tekoppar för en teceremoni

De mest kända geishaområdena, så kallade "blomsterstäder" (hanamachi), finns i Kyoto. I dagsläget finns det fem hanamachi i Kyoto: Gion Kobu, Gion Higashi (östra Gion), Miyagawa-cho, Pontocho och Kamishichiken (sju hus i norr). Det största och mest kända är Gion, där många internationellt kända geishor bott och arbetat, bland annat Mineko Iwasaki.

## Arbetsuppgifter
Som geishalärling, så kallad maiko (vilket betyder dansbarn), får man lära sig traditionell sång och dans, att spela instrument, främst shamisen, konversation, poesi, litteratur och att arrangera blommor (ikebana). De lär sig även, genom att följa en äldre geisha i arbetet, konsten att välja, matcha och bära kimono liksom allt som gäller den traditionella te-ceremonin.
Geisha och maiko arbetar främst på tehusen som finns i geishaområdena.

## Smink
I början av sin karriär bär en maiko tung vit make-up hela tiden. När hon först blir maiko hjälper hennes storasyster henne, men efter det måste hon lära sig själv.
Det tar lång tid att sminka sig och man gör det innan man klär sig för att inte få smink på kimonon. När vit foundation läggs på lämnas två vita v:n i nacken för att ge illusionen av att de bär en mask. Vid speciella händelser, som när en maiko debuterar, när maiko blir geisha och när man bär formell kimono, lämnar man tre omålade spetsar i nacken. När resten av foundation sedan appliceras måste det göras noga, eftersom det inte är möjligt att korrigera fel och man måste då börja om. Ögonbrynen målas svarta med en aning rött och sedan målas konturen av ögonen rött och svart. Det röda i ögon-makeupen minskar från och med då en maiko blir geisha.
Sist görs läpparna; mitten av underläppen målas och under första året av en maikos utbildning så lämnas överläppen omålad. Efter sitt första år målas även överläppen men den fylls aldrig i helt.

## Geishor och prostitution
Geishor säljer inte sexuella tjänster. Detta, i västvärlden, vanliga missförstånd kommer av att geishorna och kurtisanerna på ett ytligt plan under edo-perioden uppvisade stora likheter, och att båda yrkesgrupperna arbetade i underhållningsvärlden. Detta missförstånd späddes på efter andra världskriget när de amerikanska männen som tjänstgjort i Japan kom tillbaka till USA och berättade historier om vad de kallade för Gee-sha Girls.
Boken och filmen "En geishas memoarer" kritiserades starkt av geishor, bland annat Mineko Iwasaki, på grund av att den tar upp hur huvudpersonen i boken säljer sin oskuld till högstbjudande i en så kallad mizuage-ritual. Detta är något som inte längre ingår i en maikos utbildning.
I klassiska japanska träsnitt, Ukiyo-e, kan man skilja på geishor och kurtisaner genom att geishan alltid knyter sin obi med knuten på ryggen och kurtisanen har knuten på magen.
Geishor i städer med varma källor (onsen) kallas onsen geisha. I dessa områden förekommer att sexsäljande kvinnor uppträder som geishor.

## Maiko Henshin

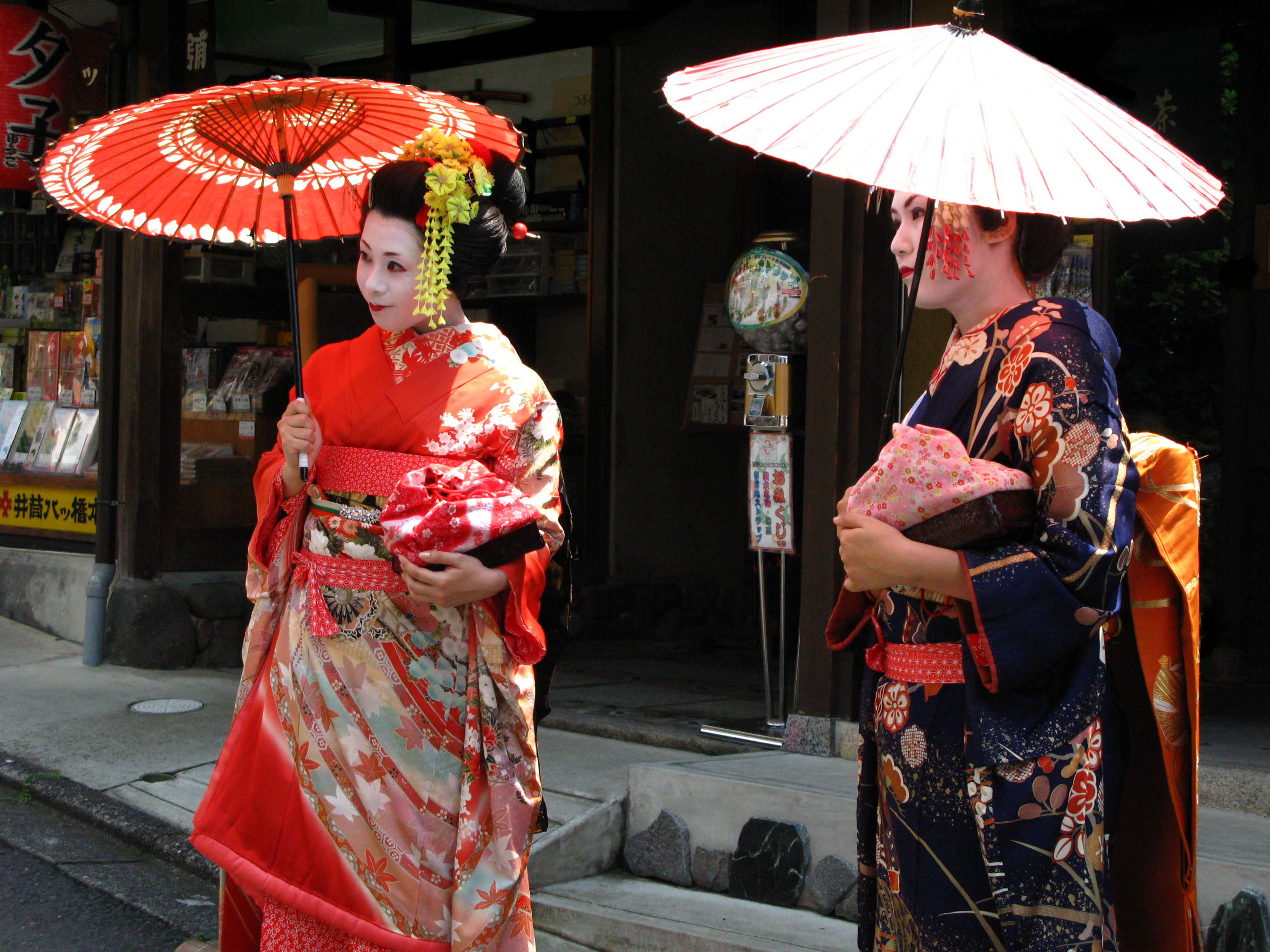
Maiko henshin i Kyoto.

Henshin är japanska för förvandling och på flera platser i Kyoto finns det studior som erbjuder turister och andra så kallade maiko henshin, vilket innebär att man blir uppklädd som en geisha. Det finns även de som gör en geiko henshin men det är få som erbjuder det. Man blir sminkad som en riktig maiko med vitt ansikte, röda läppar och en peruk. Sedan blir man klädd i kimono och okobo.
En maikos frisyr är alltid gjort med hennes eget hår, aldrig en peruk och hårprydnaderna som hon bär, kanzashi, beror på årstiden och hennes rang. Ser man en maiko som har en peruk, en senior maikos sminkning och en junior maikos hårprydnader så är det inte en maiko.
Det är också väldigt svårt att se en riktig maiko mitt på ljusa dagen utan den bästa tiden och platsen att se en är runt kl. 18 på kvällen utanför en ochaya.

## Kända geishor
Mineko Iwasaki är en av 1900-talets mest kända geishor. Hon har skrivit en bok om sitt liv med både bild och text, och den ger en skildring av hur det verkliga geishalivet levdes på den tiden i Japan.

## Icke-japanska geishor
Nyligen har även icke-japanska kvinnor kunnat bli geisha. Den amerikanska antropologen Liza Dalby arbetade en kort tid som geisha som en del av sin doktorsforskning på 1970-talet, även om hon inte formellt debuterade. Andra utländska medborgare som har arbetat som geisha i Japan inkluderar Ibu, en geiko med ukrainska anor som arbetar i Anjo, Juri, en peruansk geisha som arbetar i staden Yugawara, och Fukutarō (Isabella Onou), en rumänsk arbetare i Izu-Nagaoka-distriktet i Shizuoka. Australiensiskan Fiona Graham debuterade som praktikant under namnet Sayuki i Asakusa-distriktet i Tokyo. Hon blev dock sparkad ut ur Asakusa 2011 för att inte följa de regler som utarbetats av hennes lärare och hennes äldste. Från och med oktober 2015 var Kimicho, en amerikanska från St. Louis, i träning i Oimachi-distriktet i Shinagawa, Tokyo.